# 문경원
문경원(1969년 ~ )은 대한민국의 예술가(서양화가, 미디어 아티스트)이다. 이화여대를 거쳐 미국 칼아츠(California Institute of the Arts)에서 수학, 연세대 영상대학원 박사 학위를 취득했고 현재 이화여대 조형예술대학 서양화과 교수로 재직중이다.

## 학력
- 이화여자대학교 서양화과 학사
- 캘리포니아 예술대학교 대학원 예술학 석사
- 연세대학교 영상대학원 영상학과 예술학 박사

## 수상
- 1999년 석남미술상
- 2012년 국립현대미술관 올해의 작가상 (전준호 작가와 공동 수상)[2]

## 작품
- 영상설치작품 '축지법과 비행술'(The Ways of Folding Space & Flying) 2015[3]